# Persilena sengleti
Persilena sengleti – gatunek pająka z rodziny lejkowcowatych, jedyny z monotypowego rodzaju Persilena.

## Taksonomia
Rodzaj i gatunek typowy opisane zostały po raz pierwszy w 2020 roku przez Alirezę Zamaniego i Jurija Marusika na łamach „Arachnology”. Opisu dokonano na podstawie dwóch samic odłowionych w 1974 roku. Jako lokalizację typową wskazano Dizgaran w irańskim ostanie Ilam. Nazwa rodzajowa to połączenie słów Persja i Agelena, epitet gatunkowy zaś nadano na cześć arachnologa Antoine’a Sengleta, który odłowił materiał typowy.

## Morfologia i zasięg
Pająk osiągający 10 mm długości ciała przy karapaksie długości niespełna 3,8 mm i szerokości 2,3 mm. Ubarwienie karapaksu ma jasnobrązowe z ciemnymi obrzeżeniami, dwoma szerokimi, jasnymi przepaskami przybrzegowymi, dwoma szerokimi, brązowymi paskami bocznymi i szerokim, jasnym pasem środkowym. Jasnobrązowe szczękoczułki mają po dwa zęby na krawędziach przednich i po trzy na krawędziach tylnych. Warga dolna, szczęki i sternum są jasnobrązowe. Odnóża są jasnobrązowe, pozbawione wyraźnego obrączkowania. Opistosoma (odwłok) ma kolor jasnoszary z rozproszonymi ciemniejszymi łatami na wierzchu, parą podłużnych, ciemnoszarych przepasek na spodzie i jasnożółtawymi kądziołkami przędnymi. Niemal owalna, nieco przekraczająca bruzdę epigastryczną płytka płciowa samicy cechuje się brakiem przedsionka, niewyraźnie zaznaczonymi, szczeliniastymi otworami kopulacyjnymi oraz prawie jednakowych długości, szerokości i głębokości endogyne.
Gatunek palearktyczny, endemiczny dla zachodniego Iranu, znany wyłącznie z lokalizacji typowej.